# Oded Yedaya
Oded Yedaya (* 1949 Chanita) je izraelský fotograf, multidisciplinární umělec, zakladatel a ředitel Mansher Art School. Je průkopníkem umělecké fotografie v období 80. let 20. století. Podobně jako on se velká část umělců vrátila ze studia fotografie ve Spojených státech, mezi nimi byli také Avi Ganor, Jig'al Šem Tov, Simcha Shirman, Deganit Berestová a další.

## Životopis
Yedaya se narodil a vyrůstal v kibucu Chanita, sloužil jako důstojník v Sajeret Matkal a studoval fotografii na School of Visual Arts v New Yorku. Svou uměleckou cestu začal v 80. letech, kdy se vrátil ze studií v New Yorku. V tomto období se věnoval především rodinné fotografii. Zároveň vydal fotografickou knihu a výstavu pod názvem Personal Document (Osobní dokument).
Yedaya vydal tři fotografické knihy: „Personal Document“, „Agreed Signs“ a „Gray Pretensions“, které shromáždily fotografie z jeho výstav, které byly prezentovány v Izraelském muzeu, Herzliya muzeu a různých galeriích v Izraeli a po celém světě.
Pro jeho tvorbu jsou charakteristické texty psané ručně nebo tištěné na fotografiích. Yedaya se dnes ve svých dílech zabývá otázkou politické role fotografie. Na své nejnovější výstavě „Possible and Simple: Reader's Photography“ prezentované v Mansher Gallery představil fotografie z protestů proti separačnímu plotu s texty, které napsal.
V 80. letech 20. století založil a řídil akademickou školu Camera Obscura High School a také učil na univerzitě v Haifě, Wizo Haifa, Midraš v Bejt Berl a další. Pracoval jako fotografický kritik pro noviny The City a psal články pro časopisy Ko a Studio.
V roce 2005 založil Menesher Art School a působí jako její ředitel.
V roce 2021 vydal svou první prozaickou knihu Bargad (Afik Publishing House - Israeli Literature), ve které se důstojník během let změnil v politického aktivistu, dotýká se tématu „autority“ a představení „moci“, jejímž jménem v minulosti pracoval.
Oded Yedaya žije v Tel Avivu se svou ženou, spisovatelkou Ronit Yedaya. Má dvě dcery, Elly a Keren.

## Výstavy
Samostatné výstavy
- 1990 – Oded Yedaya - Photographs[1]

Skupinové výstavy
- 2006 – Art of Living: Contemporary Photography and Video from the Israel Museum, Yael Bartana, Eyal Perry & Lital Dotan, Barry Frydlender, Idit Greenberg, Michal Heiman, Noel Jabbour, Vardi Kahana, Roi Kuper, Adi Nes, Gilad Ophir, Sharon Paz, Hannah Sahar, Naomi Tereza Salmon, Igael Shem Tov, Tal Shochat, Sharon Ya'ari, Amon Yariv, Oded Yedaya a Noa Zait.

## Galerie

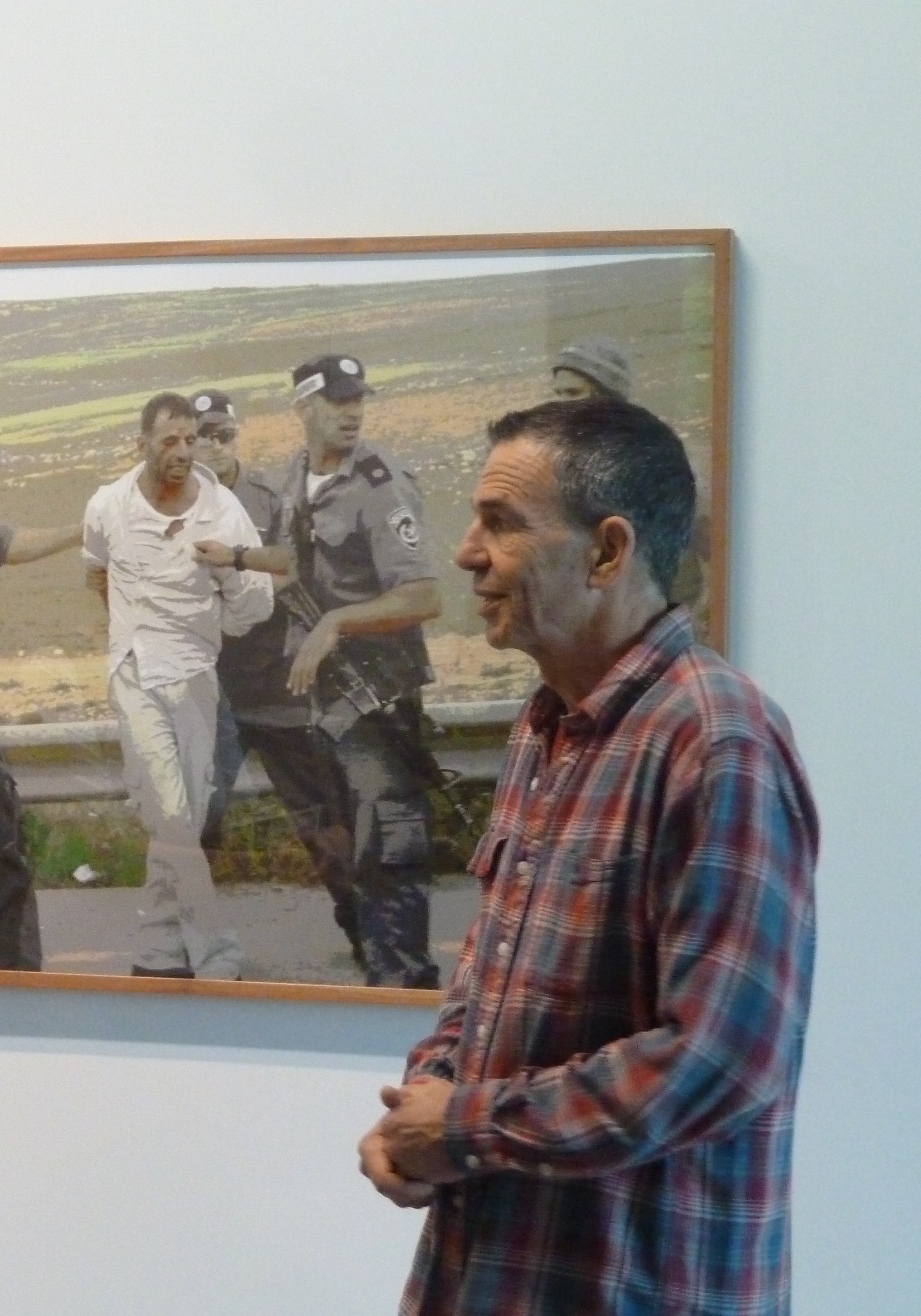
Oded Yedaya, na výstavě „Pink Fire“, březen 2012
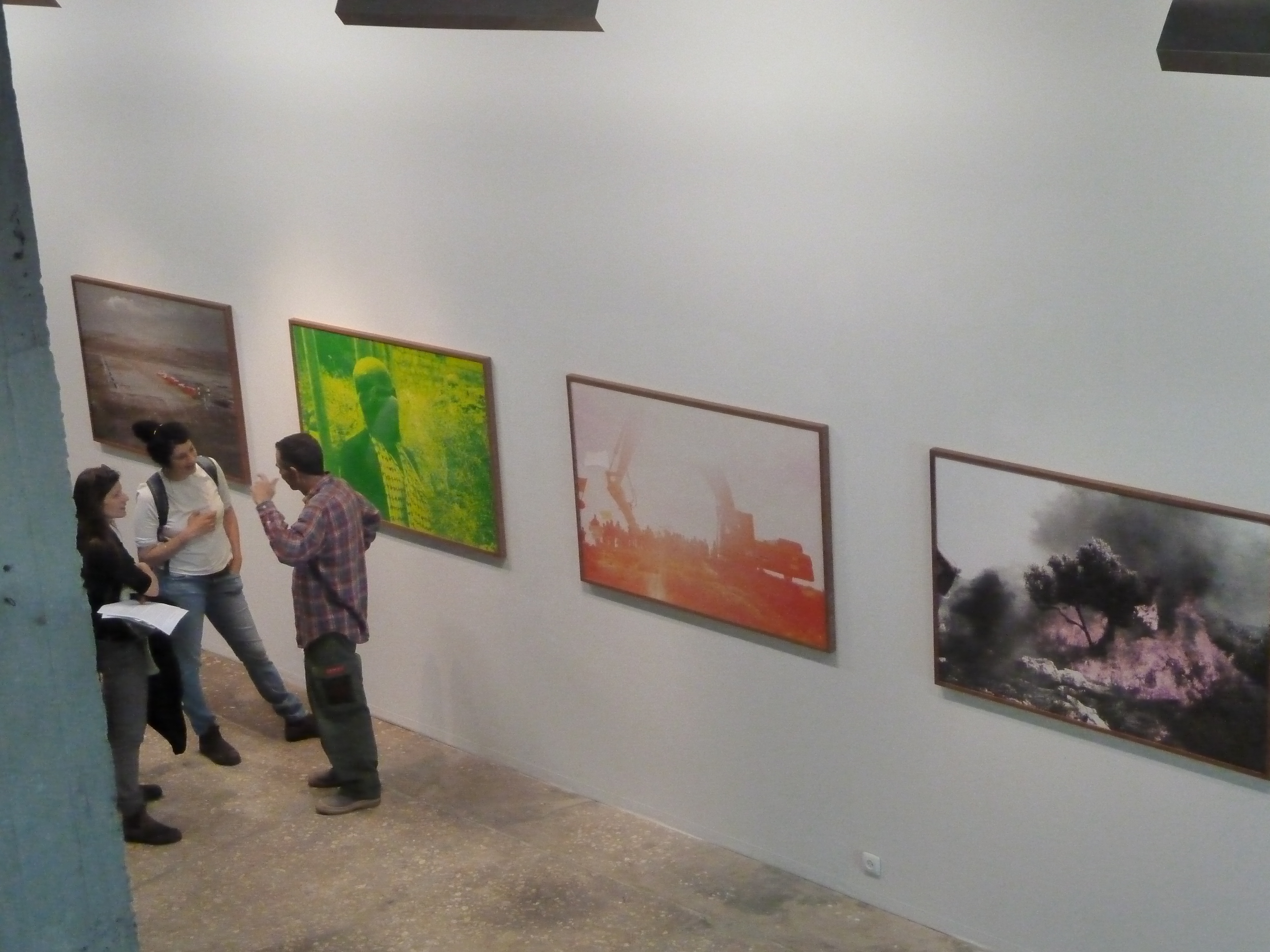
Výstava „Pink Fire“, březen 2012